# Klamparen 8

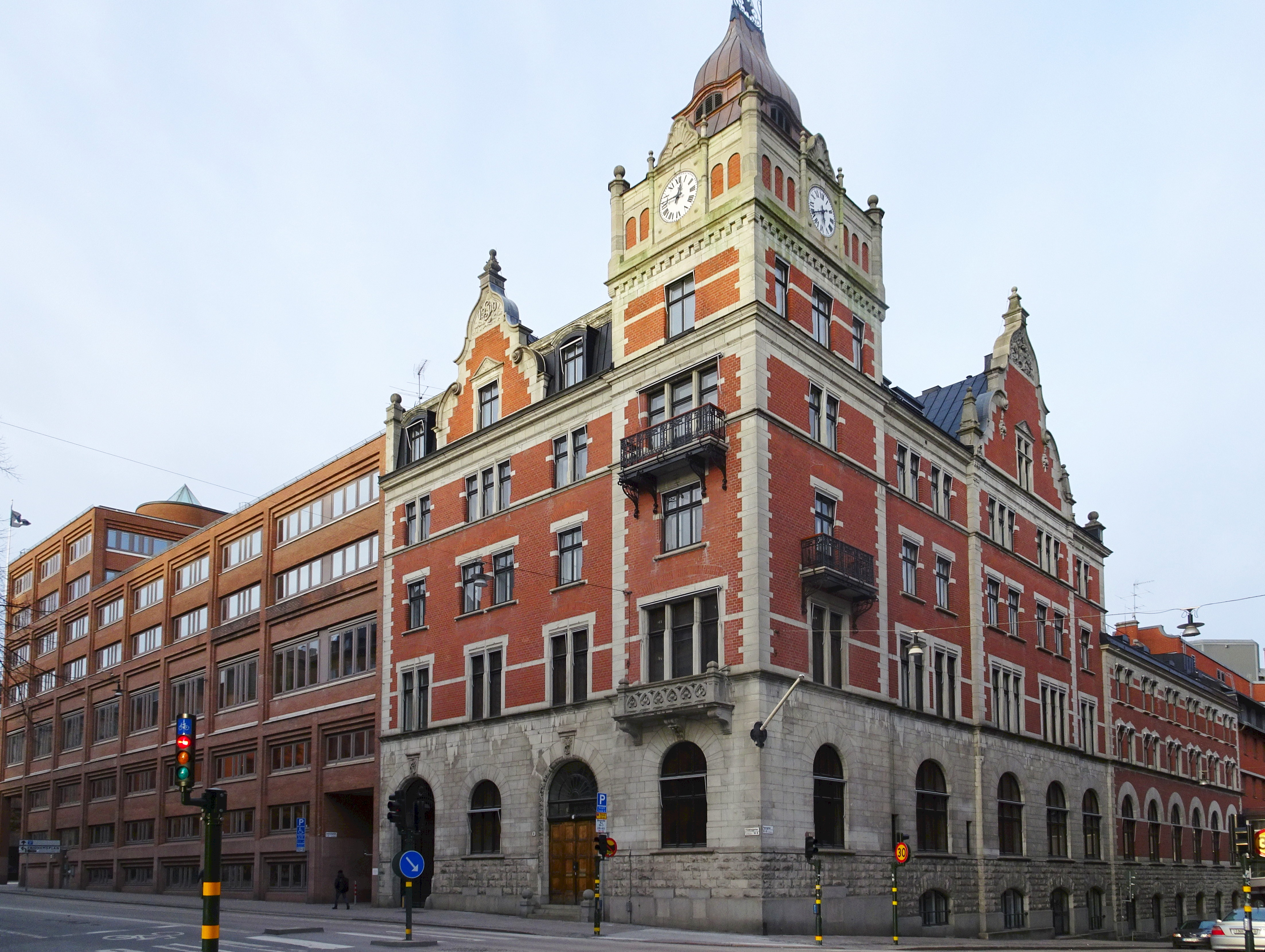
Klamparen 8 och Klamparen 10, 2018.

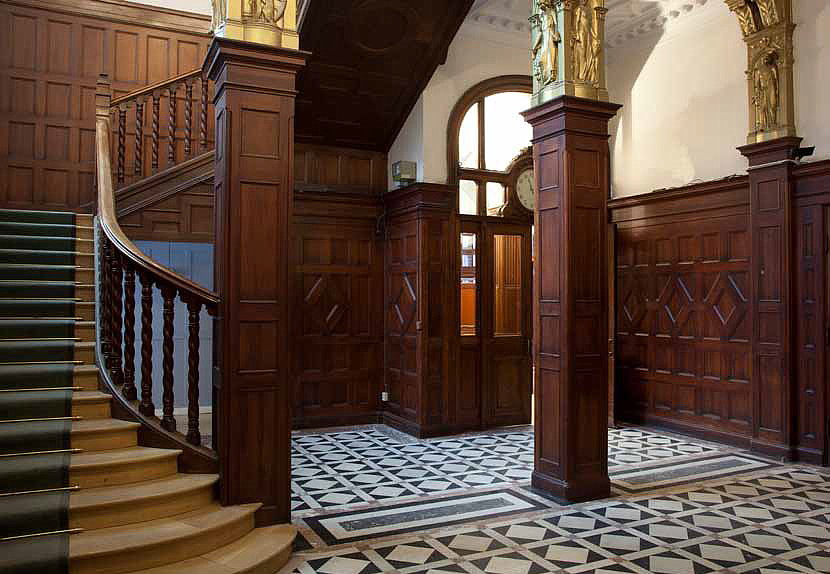
Entréhallen, 2013.

Klamparen 8 är en kontorsfastighet i hörnet Fleminggatan 8 / Pipersgatan 36 på Kungsholmen i Stockholm. Byggnaden i Klamparen 8 uppfördes mellan 1899 och 1901 som huvudkontor för industriföretaget AB Separator (sedermera Alfa Laval) och var en del av den numera rivna fabriksanläggningen som upptog hela den stora tomten vid Barnhusviken. Huset ritades av arkitekt Johan Laurentz och var företagets huvudkontor fram till 1964.
Sedan slutet av 1970-talet är Klamparen 8 en del av Tekniska nämndhuset. Byggnaden är blåklassad av Stadsmuseet i Stockholm, vilket innebär att bebyggelsen har "synnerligen höga kulturhistoriska värden" motsvarande fordringarna för byggnadsminnen. Enligt Stadsmuseet representerar Klamparen 8 inte bara företaget Separator utan även ”Kungsholmens historia och utbyggnad under 1800-talet som Stockholms industristadsdel framför andra”.

## Kvarteret
Kvarteret Klamparen var ursprungligen en del av kvarteret Brädstapeln. En klampare var i äldre tider en förman som hade till uppgift att sortera virket på en brädgård. Under 1800-talets andra hälft låg här stora brädgårdar och bland annat den Ekmanska snickerifabriken som gav upphov till kvartersnamnet Brädstapeln. Kvarteret fick sitt nuvarande namn i början av 1970-talet när Stockholms stad förvärvade Separatorfastigheten.

## Bakgrund

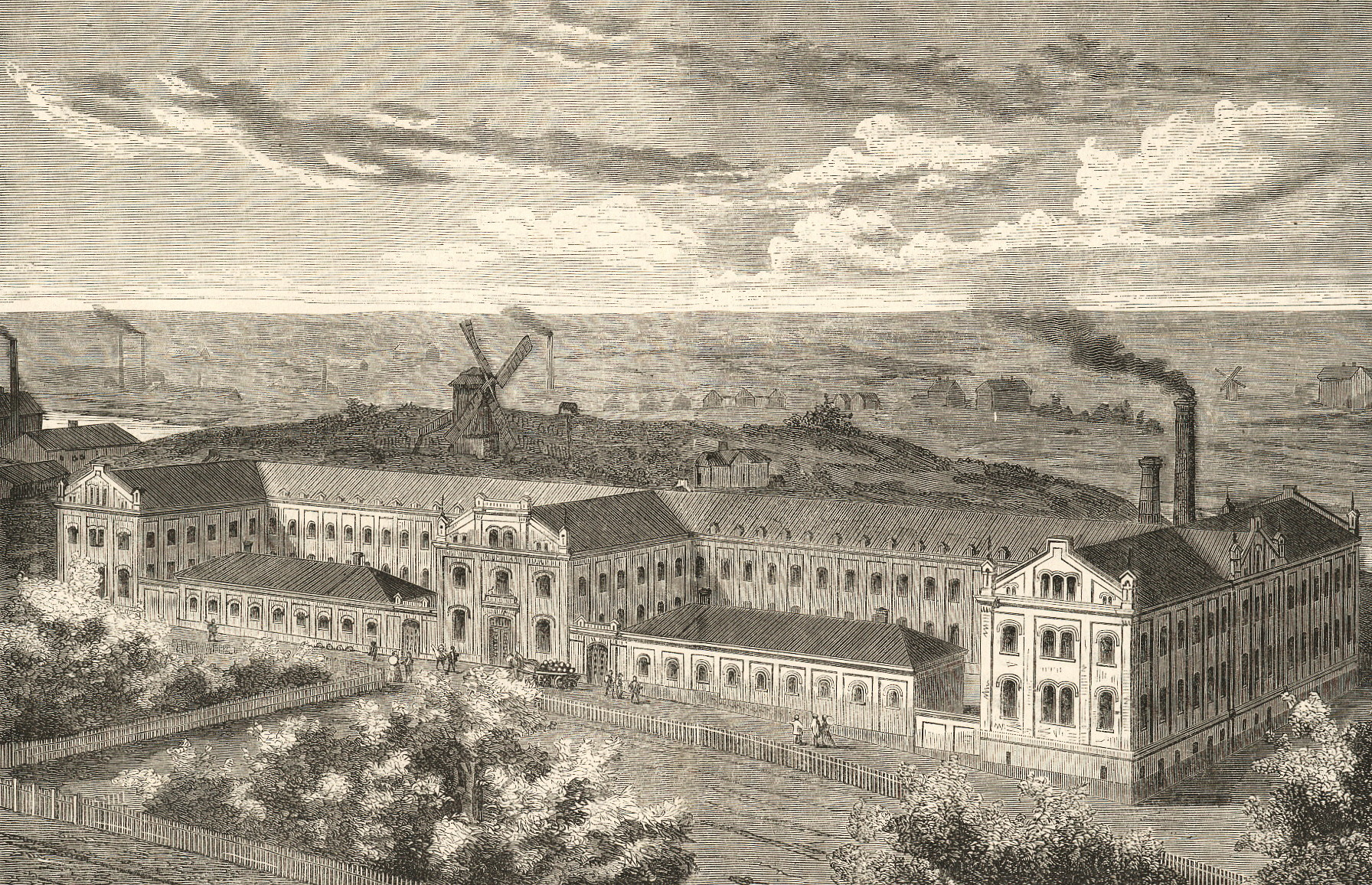
Grundbergska fabriken 1877 med Grubbens kvarn i bakgrunden.

På platsen låg även flera plåtslagerier, som hörde till den Grundbergska fabriken, ägd av fabrikören J.W. Grundberg. Anläggningen övertogs på 1880-talet av bergsingenjören Oscar Lamm och uppfinnaren Gustaf de Laval för att här producera och vidareutveckla separatorn. Företaget växte snabb och under ett decennium kring sekelskiftet utökade man från 345 till 1 300 anställda. Efter internationella framgångar köpte företaget 1894 intilliggande mark av Stockholms stad och byggde till fabrikslokalerna. 1895 tillverkades omkring 16 000 separatorer. 1897 inköptes ytterligare mark av staden så att arealen för Separators tomt och verkstäder uppgick till tre hektar, begränsat av Agnegatan (nuvarande Carl-Gustaf Lindstedts gata) i väster, Barnhusviken i norr och Pipersgatan i öster. I söder vidtog Fleminggatan.
År 1900 fanns 943 arbetare anställda vid verkstäderna i Stockholm. Drivande kraft bakom AB Separators framgångar var dess verkställande direktör John Bernström. Under företagets mest intensiva skede på 1890-talet beslöt företagsledningen med Bernström i spetsen att låta uppföra ett representativt och modernt huvudkontor med bland annat styrelserum, rum för bolagsstämmor, matsalar för direktion och tjänstemän samt lägenheter för ingenjörer och förmän.
Arkitektuppdraget gick till Johan Laurentz, som avled i 50-årsåldern men hann rita ett femtiotal byggnader i Stockholm under de 15 år han verkade i staden, bland dem LM Ericssons fabriker vid Tulegatan, Svenska Lifs hus vid Norrmalmstorg och flera exklusiva bostadshus vid Strandvägen. Separators kontorshus blev mycket påkostat och gestaltades i den stilinriktning som var förhärskande under 1890-talet för Stockholms mer representativa byggnader. Laurentz arkitektur var inspirerad av nordeuropeisk nyrenässans med inslag av nationalromantik och jugend. Byggmästare var Per Sundahl.

### Ritningar

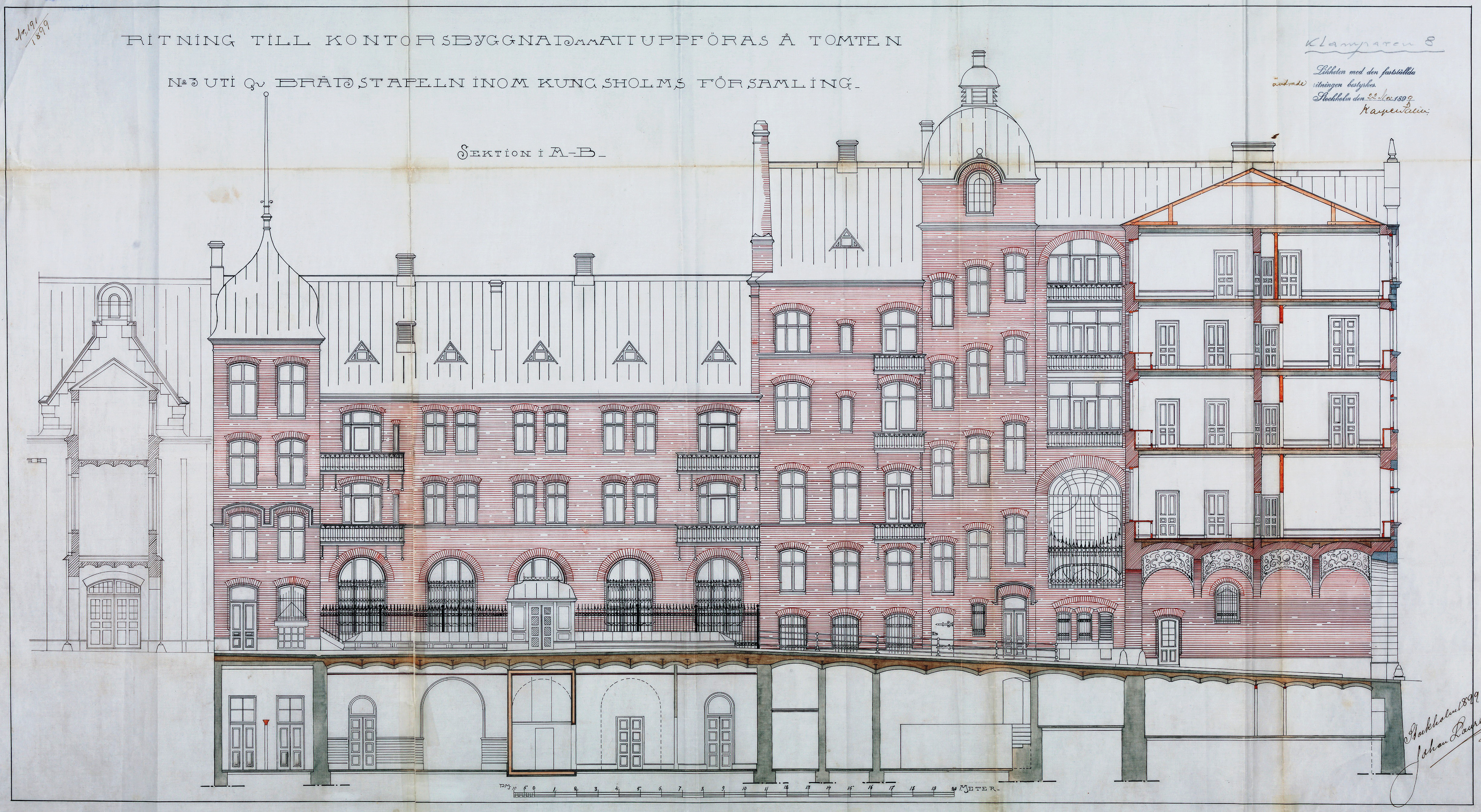
Fasadritning
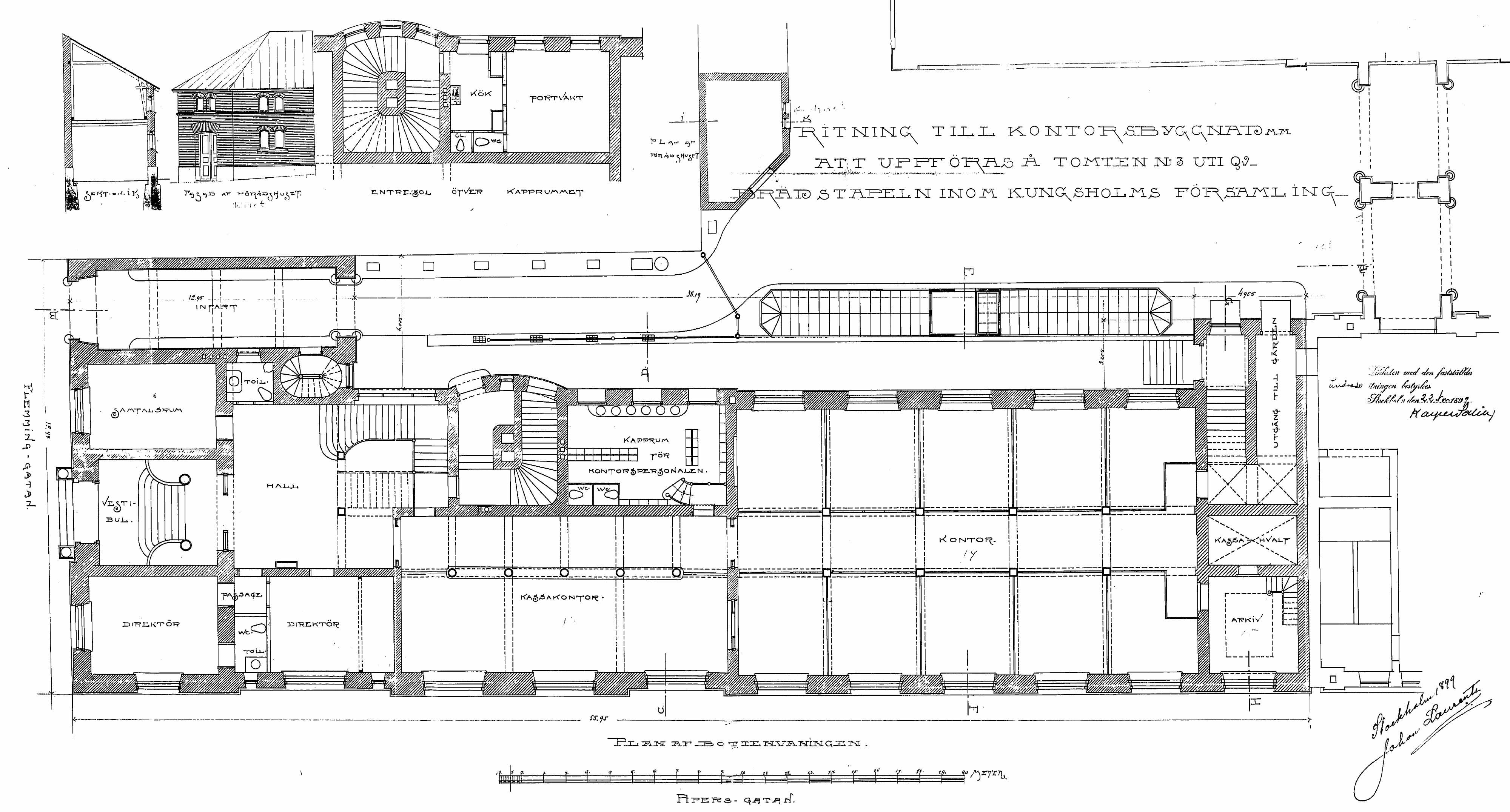
Bottenvåning
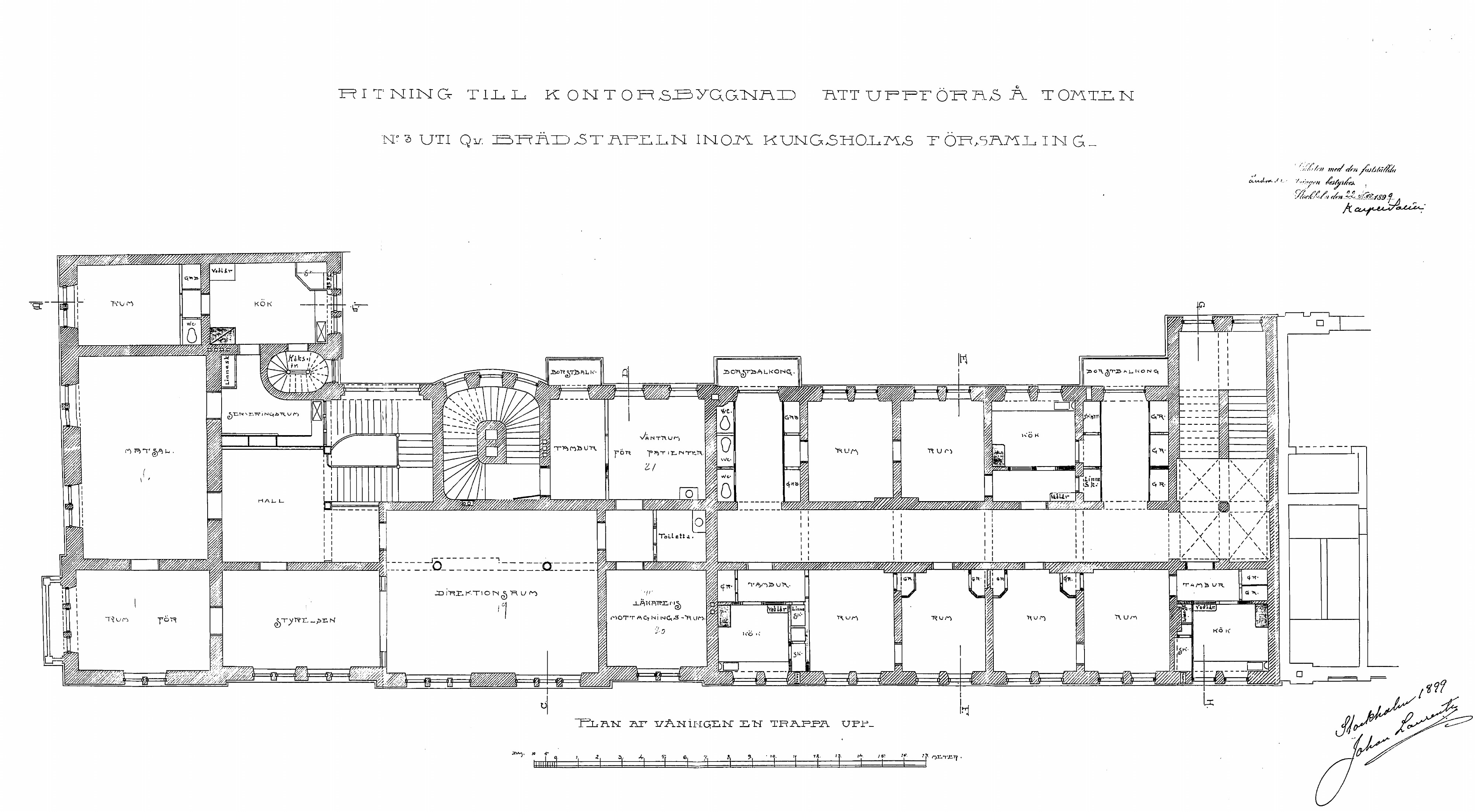
Våning 1 trappa
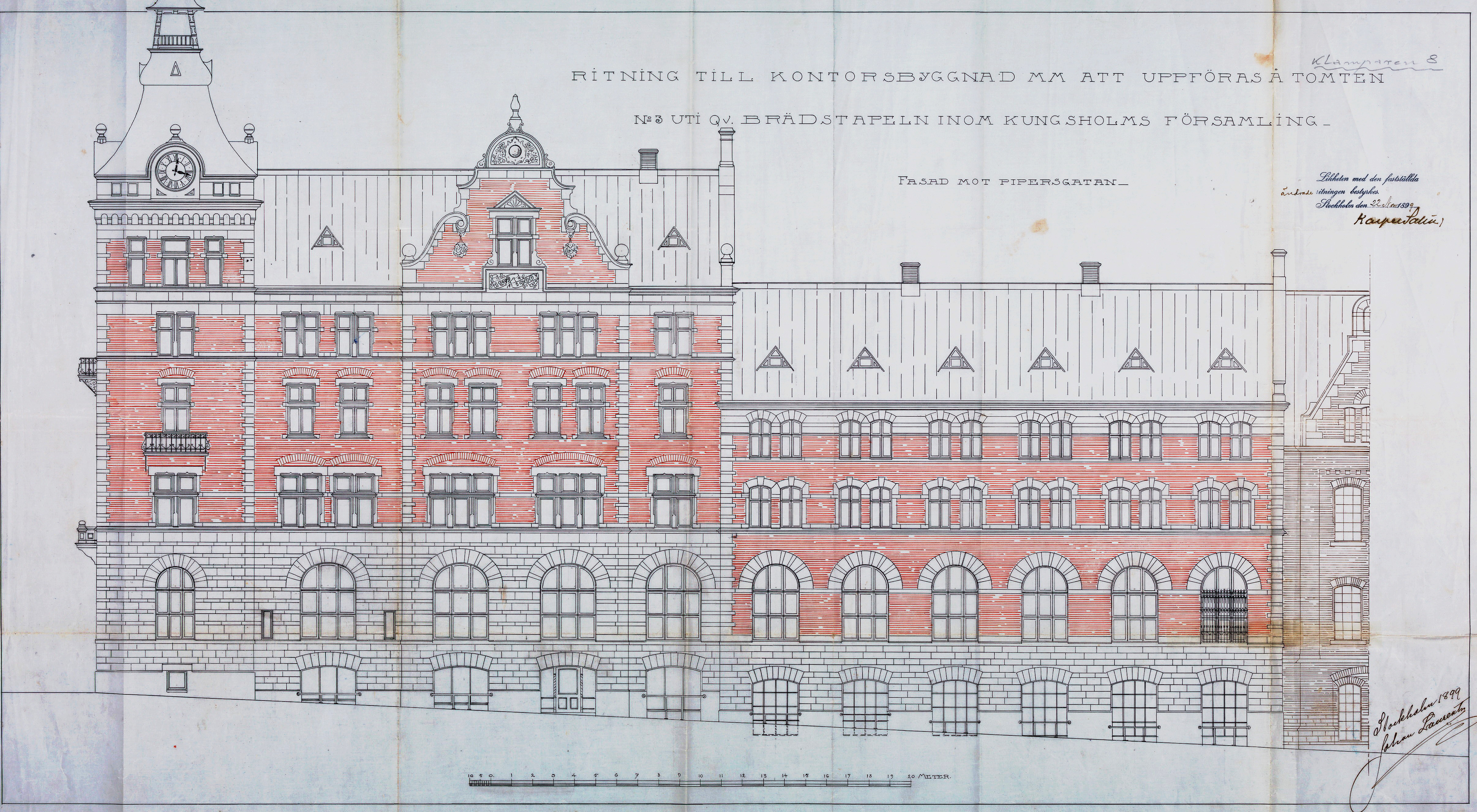
Fasadritning

## Byggnaden

### Exteriör

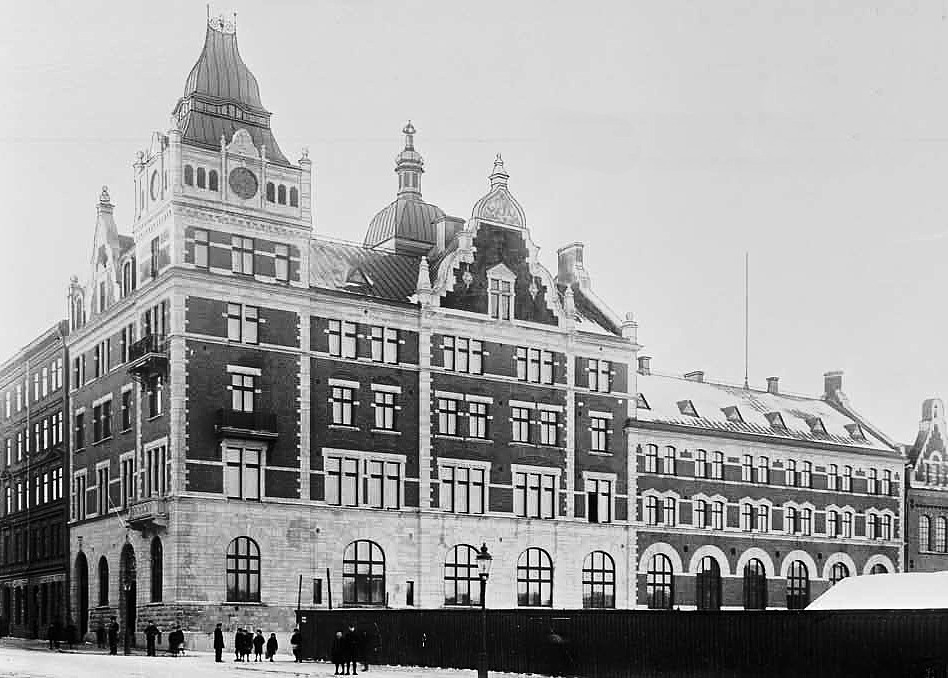
Separators kontorshus 1902.

Byggnaden består av två sammanfogade volymer: en sydlig huskropp i fyra våningar i hörnet Fleminggatan / Pipersgatan, samt en nordlig huskropp mot Pipersgatan, i tre våningar och med något lägre bjälklagsnivåer ovan bottenvåningen. Under båda huskropparna finns hela källare. Schakt- och sprängningsarbetena med det nya kontorshuset igångsattes i maj 1899. Under sommaren följde grundläggningen. Byggnadsstommen bestod av järnbalkar och pelare samt betong och murtegel. Fasaderna och ytterväggar uppfördes av rött fasadtegel från Tyskland och ljus, finhuggen marmor från Mölnbo. Taklister, hörnkedjor och annan fasadornamentering utfördes av natursten åt gatan respektive tegel åt gården. Balkongerna byggdes av natursten och smide (mot gatan) respektive av cement och smide (mot gården).
I hörnet Fleminggatan / Pipersgatan placerade Laurentz  ett dominerande hörntorn som pryds av två tornur och kröns av en kopparklädd huv. Uren kom från Linderoths urfabrik, en av tidens främsta tillverkare av större urverk för kyrktorn och offentliga byggnader (se Torn- och byggnadsur i Stockholm).
Det finns även några skulpturala utsmyckningar som anknyter till företagets verksamhet, såsom merkuriestav, Hermes bevingade hjälm och ett ankare (över huvudentrén) som står för handel och tillit. En separator, en spade och en grep (över portiken) signalerade infarten till verkstäderna. Det södra gavelröstet är ornerat med årtalet 1900 och bokstaven S på lagerkvistar medan det östra är ornerat med knippen av solrosor kring en kartusch med bokstäverna ABS (för AB Separator), samt nedhängande fruktknippen. Gårdsfasaden fick ett enklare utförande i huvudsakligen slätt, rött tegel.

### Interiör

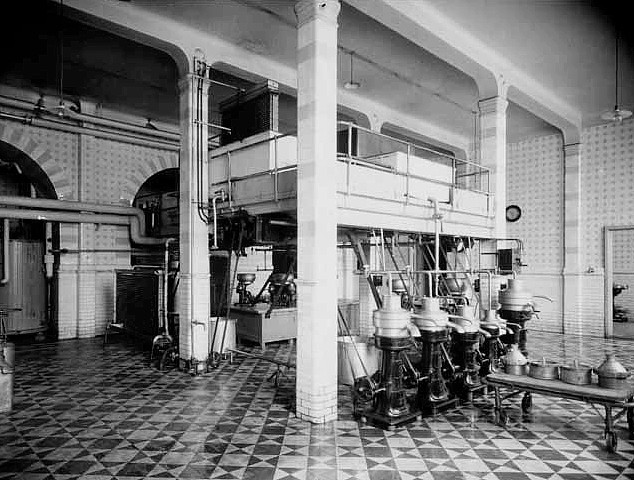
I källarplanet hade man inrett ett modernt mejeri som samtidigt fungerade som provningslokal för separatorerna.

Källarplanets norra del låg i suterräng och inrymde bland annat en stor och modernt utrustat provmejeri med laboratorium, kylrum och smörrum. Den djupare delen av källaren innehöll pannrum och en butik för de anställda som nåddes via en trappa från Pipersgatan.
Stora delar av bottenvåningen utformades med en stomme av järnspelare, vilket tillät en flexibel rumsindelning med lätta skärmväggar av träpanel och glas. Bottenvåningens kontorslänga nås via entrén från Fleminggatan 8. Entréhallen gestaltades praktfull med väggar dekorerade av schablonmålningar. Taklister och valvbågar kläddes med gipsornament, främst med motiv hämtade från den nordiska floran och gestaltade i jugend. Beslag tillverkades av mässing som polerades.
I entréhallen utformades pelarnas övre del som antikiserande och förgyllda kvinnofigurer, några av dem hade separatorer vid sin sida och en lagerkrans i handen. Till vänster leder trappan till övre våningsplanen, till höger öppnar sig korridoren till kontorslängan. Interiörens snickerier består av mahognypanel upp till halva vägghöjd. Över korridorens glasade dörrpartier sitter stora väggur, även de levererades av Linderoths urfabrik.
Våning 1 trappa i den södra huskroppen var också inredd till kontor och hade påkostade inredningar. Här låg även matsalar för direktion och medarbetare. Ingenjörernas bostäder fanns i den södra huskroppens våningar 2–4 trappor. De största lägenheterna omfattade 6 rum och kök. De hade serveringsrum och jungfrukammare samt stor tambur och badrum. De mindre omfattade 3 rum och kök med serveringsrum och tambur.
Separators kontorsbyggnad var tekniskt sett mycket modernt. Kontors- och direktörsrum hade tredubbla fönsterbågar med ventilationskanal mellan två av bågarna. Förutom vattentoaletter och badrum fanns elektrisk belysning och centralvärme matad från egen pannanläggning (numera fjärrvärme). Huset var förberett för hissar som dock installerades först i samband med en större ombyggnad 1922. Den 16 december 1901 stod hela byggnaden klar för inflyttning, efter godkänd besiktning av stadsarkitekten Kasper Salin. Johan Laurentz fick inte se sitt verk i färdigt skick, han avled i juli samma år.

### Ombyggnader under AB Separators regi
Den nya kontorsbyggnaden utfördes i stort sedd enligt de ursprungliga bygghandlingarna, men anpassningar till den expanderande verksamheten blev nödvändiga framöver. På 1910-talet gjordes mindre ändringar av interiörerna till förmån för kontorsverksamheten. 1922 genomfördes en större ombyggnad då samtliga bostadsrum i den södra huskroppen omändrades till kontor. Samma år installerades en elektrisk hiss med hisskorg av mahogny. 1929 fortsatte kontoriseringen i den norra delen av huset och ombyggnad av vinden till bland annat matsalar för direktion och tjänstemän.
Tankar att flytta hela verksamheten inklusive huvudkontor utanför staden hade funnits sedan 1920-talet. 1962 hade fabriksverksamheten flyttad till Tumba i Botkyrka kommun och i mitten av 1960-talet följde även huvudkontoret dit ut. Samtidigt ändrades företagets namn från AB Separator till Alfa-Laval AB. Strax före flytten till Tumba, i april 1963, dokumenterades byggnaden av Stadsmuseets fotograf, Lennart af Petersens. Hans fotografier visar en till stora delar intakt interiör, trots många ombyggnader och anpassningar.

Lennart af Petersens dokumentation från 1963
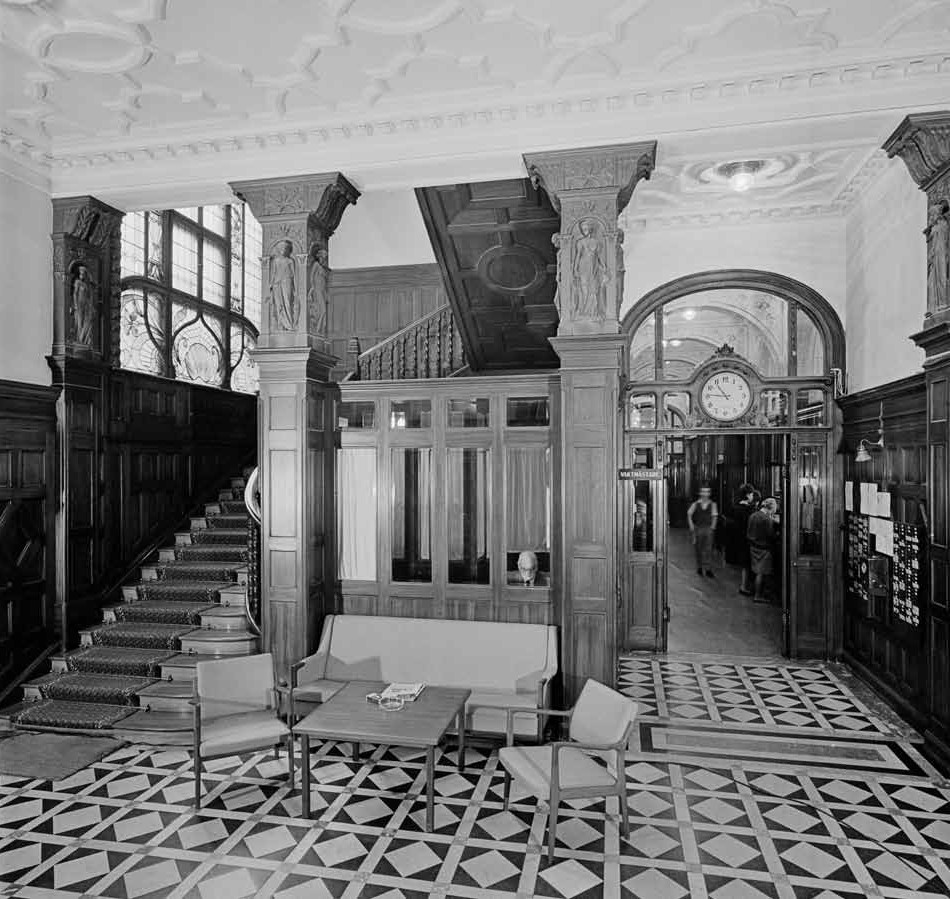
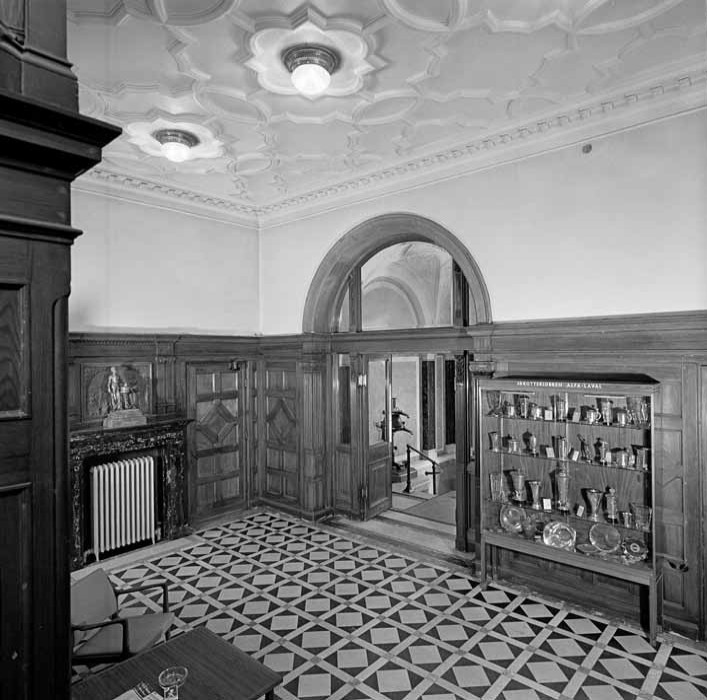
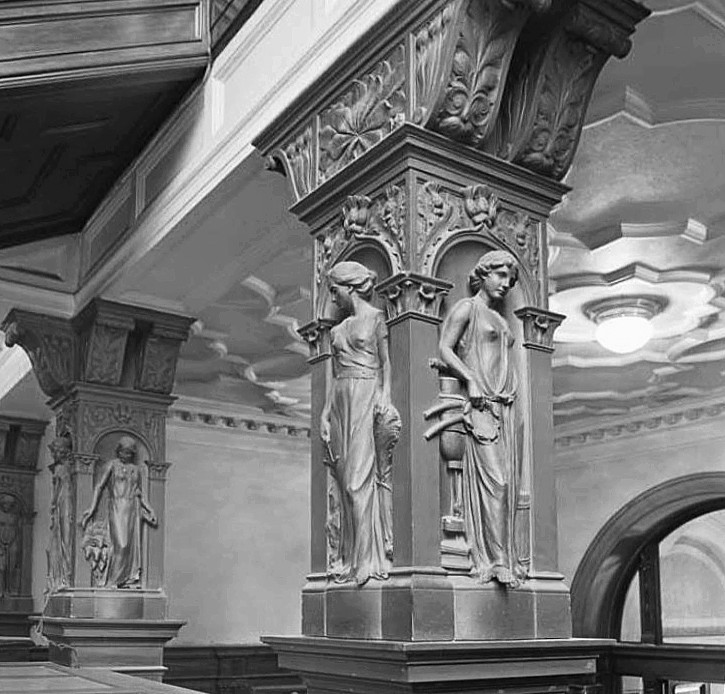
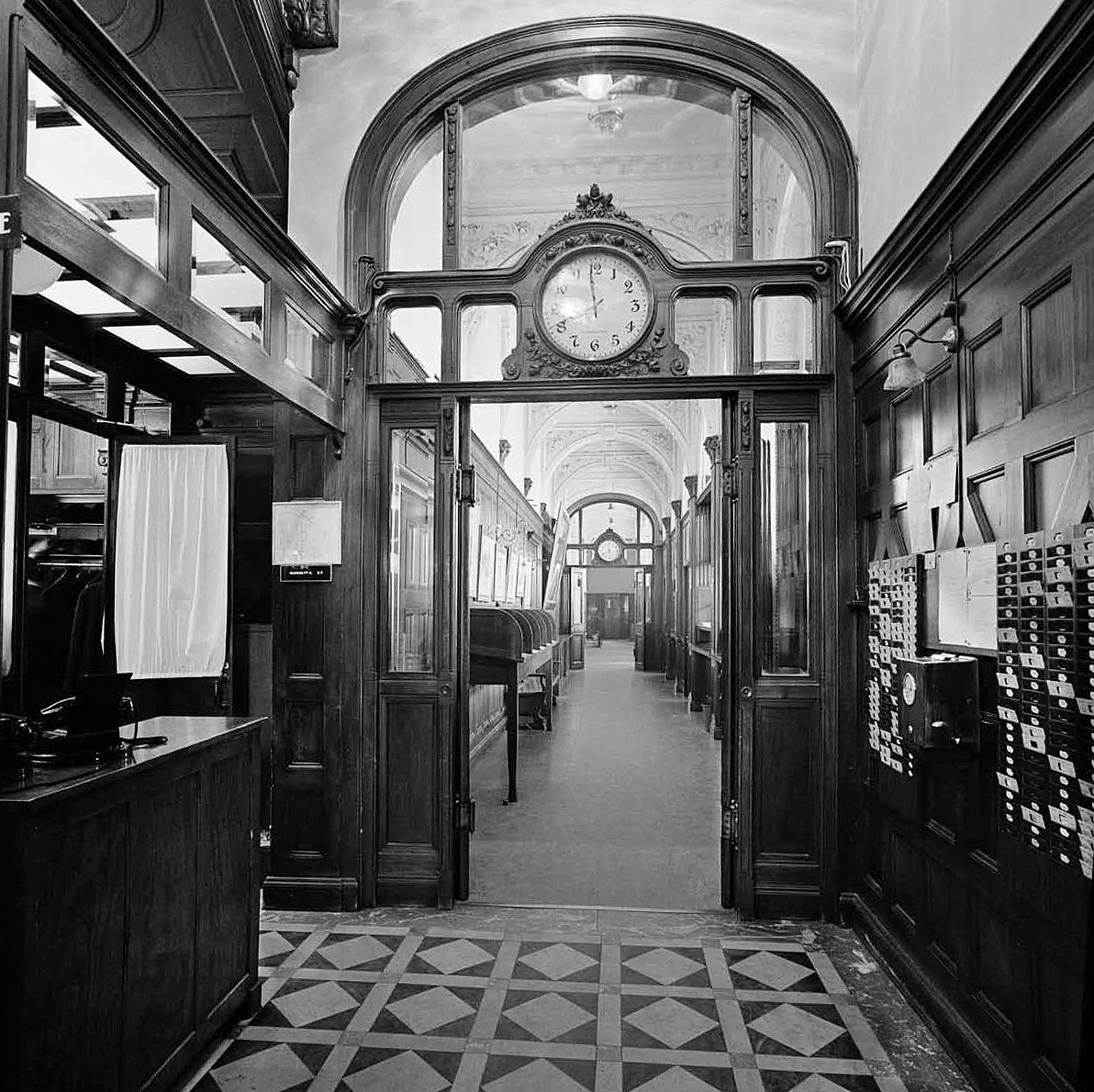
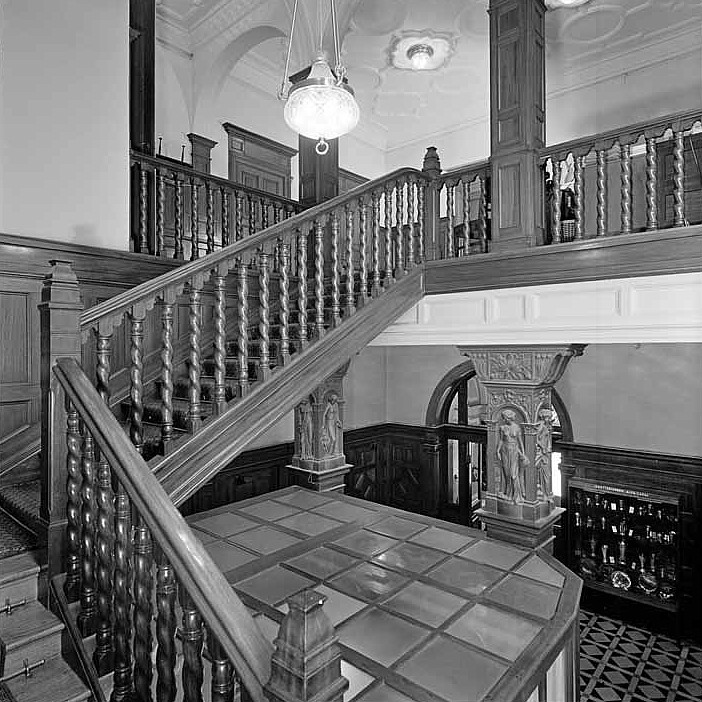
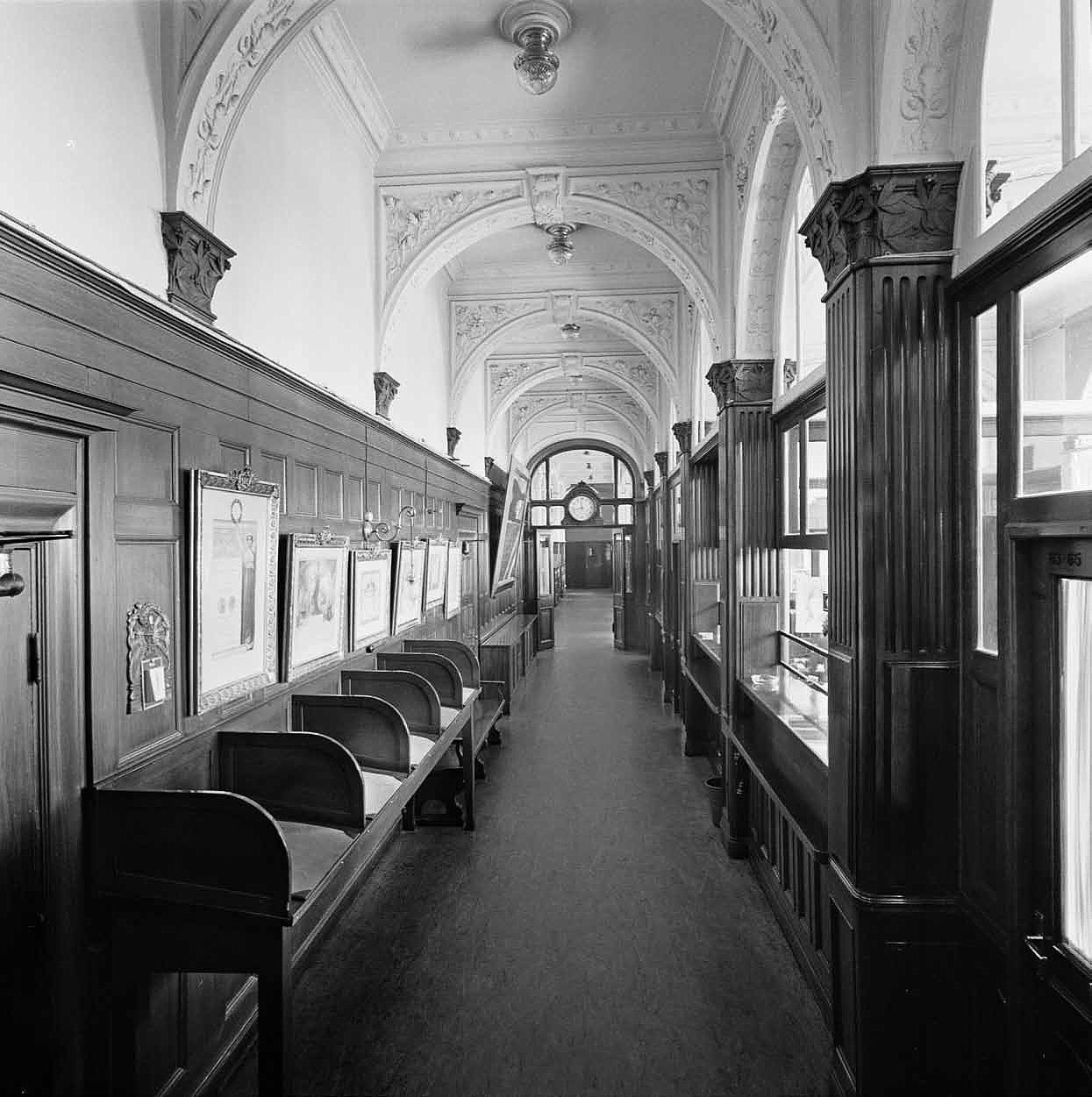

## Separatortomtens och husets vidare öden
Rivningen av merparten av de gamla verkstäderna genomfördes 1970–1971 och i december 1970 förvärvade Stockholms stad fastigheten Klamparen 8. Tanken var att ge ytterligare utrymme åt stadens förvaltningar som huserade sedan 1965 i intilliggande nybyggda Tekniska nämndhuset. Det fanns planer på att riva Klamparen 8 men huset fick vara kvar och byggdes om under ledning av fastighetskontorets byggnadsavdelning och blev inflyttningsklar 1979. Hit flyttade bland annat idrottsförvaltningen. På grannfastigheten mot väster, Klamparen 10, byggdes åren 1983 till 1987 det så kallade Tingshuset (idag plats för bland annat Skolverket) efter ritningar av Ahrbom & Fahlsten arkitektkontor. På gamla Separatortomtens västligaste del, nuvarande Brädstapeln 13 och 16, uppfördes Trygg-Hansa-huset, som stod färdig 1977, med Anders Tengbom som arkitekt.
År 2012 beslöt Stockholms stad att sälja Klamparen 8 men 2013 drogs försäljningen tillbaka eftersom staden valde att Tekniska nämndhuset skulle vara kvar vid Fleminggatan och byggas om. Under ombyggnadstiden kommer därför Klamparen 8 att fungera som evakueringslokal men måste innan dess anpassas för den funktionen. En utredning kom fram till att det är möjligt att inrymma cirka 240 arbetsplatser fördelade på fem våningsplan. Projektet att anpassa den gamla Separatorbyggnaden var avsett att vara färdigställt i slutet av juni 2018.
Under 2016 fick fönsterpartierna en upprustning samt markiser, installerade av Svea Solskydd i Tullinge

## Referenser

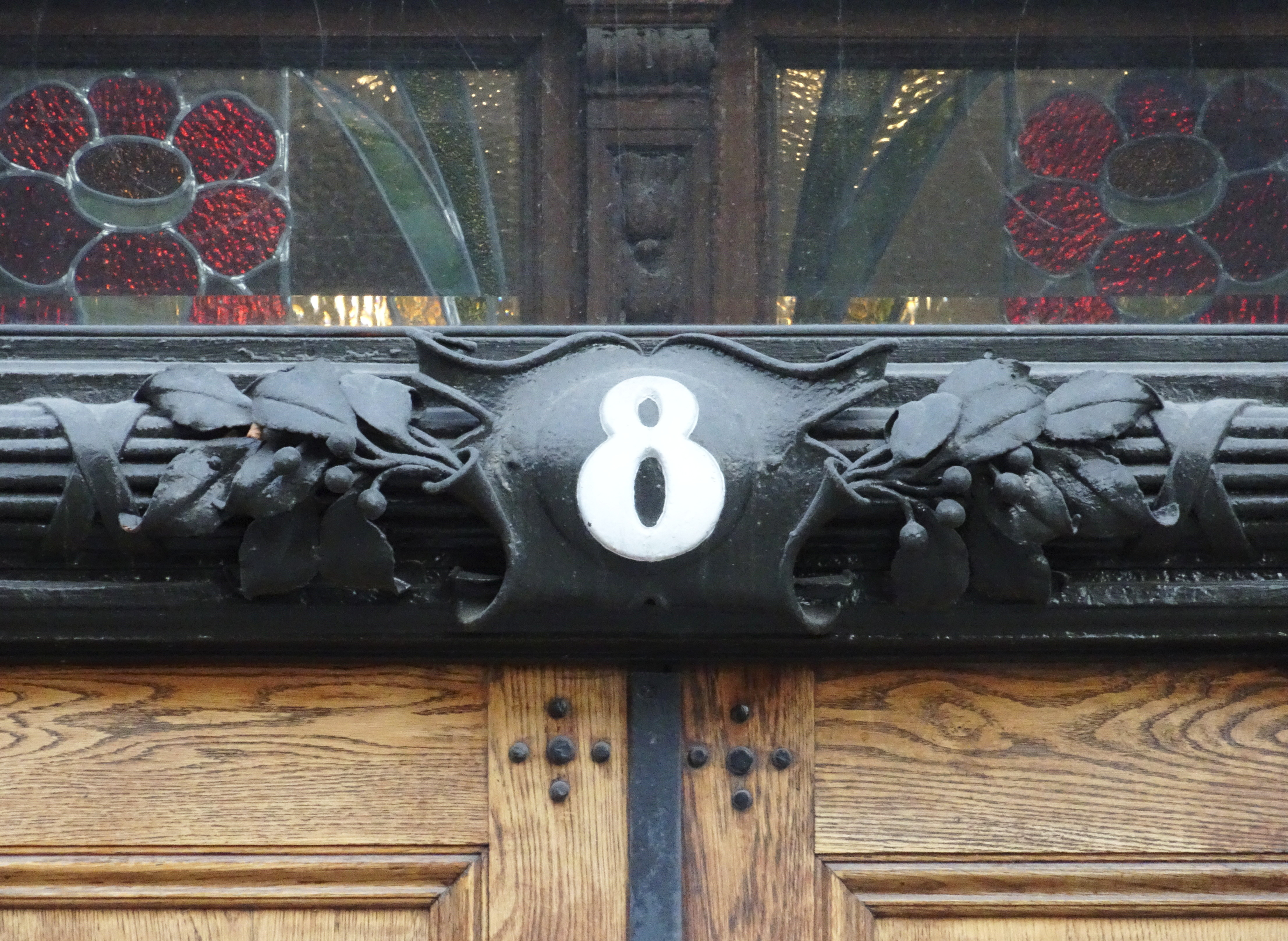
Fleminggatan 8.

Nutida bilder
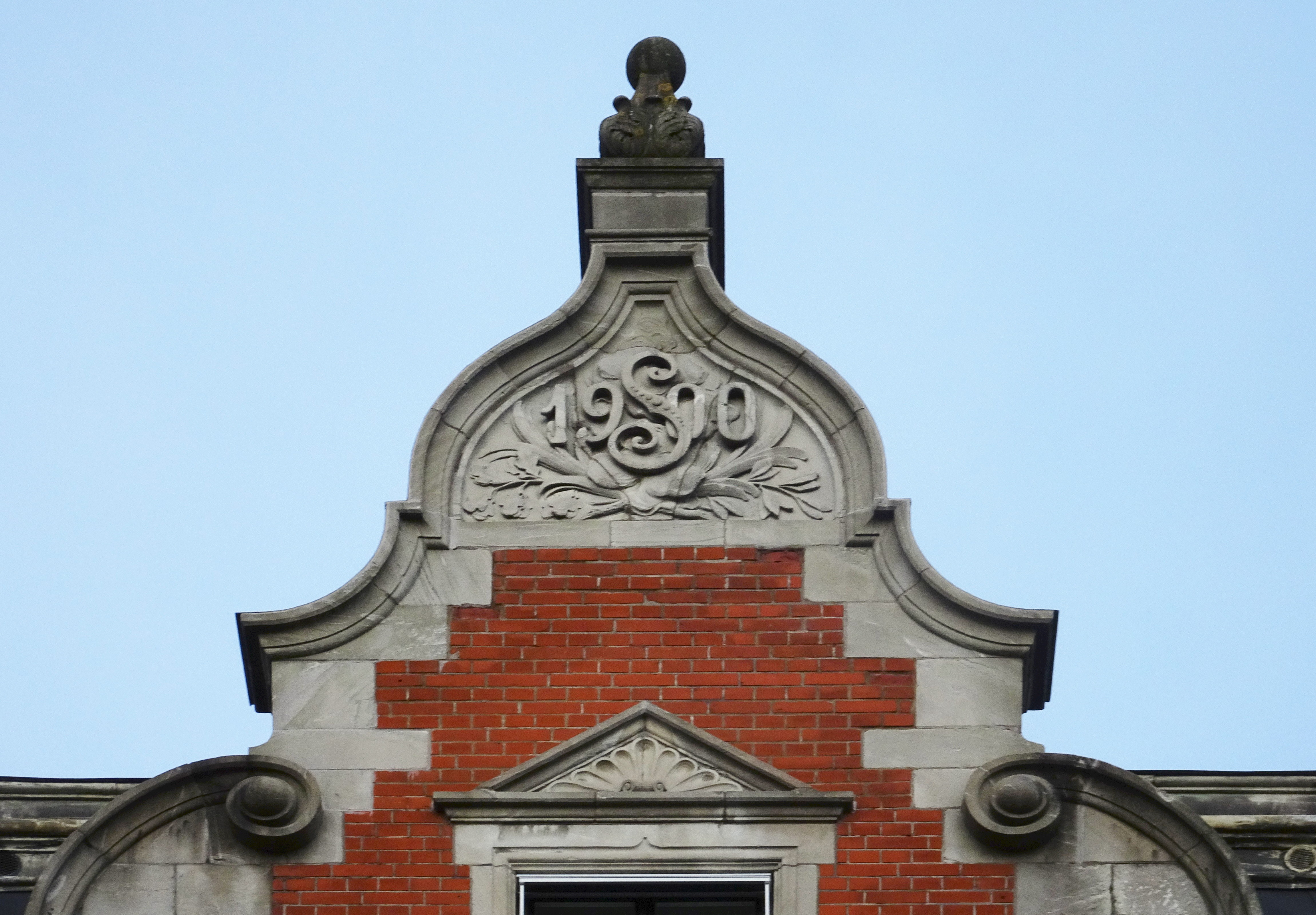
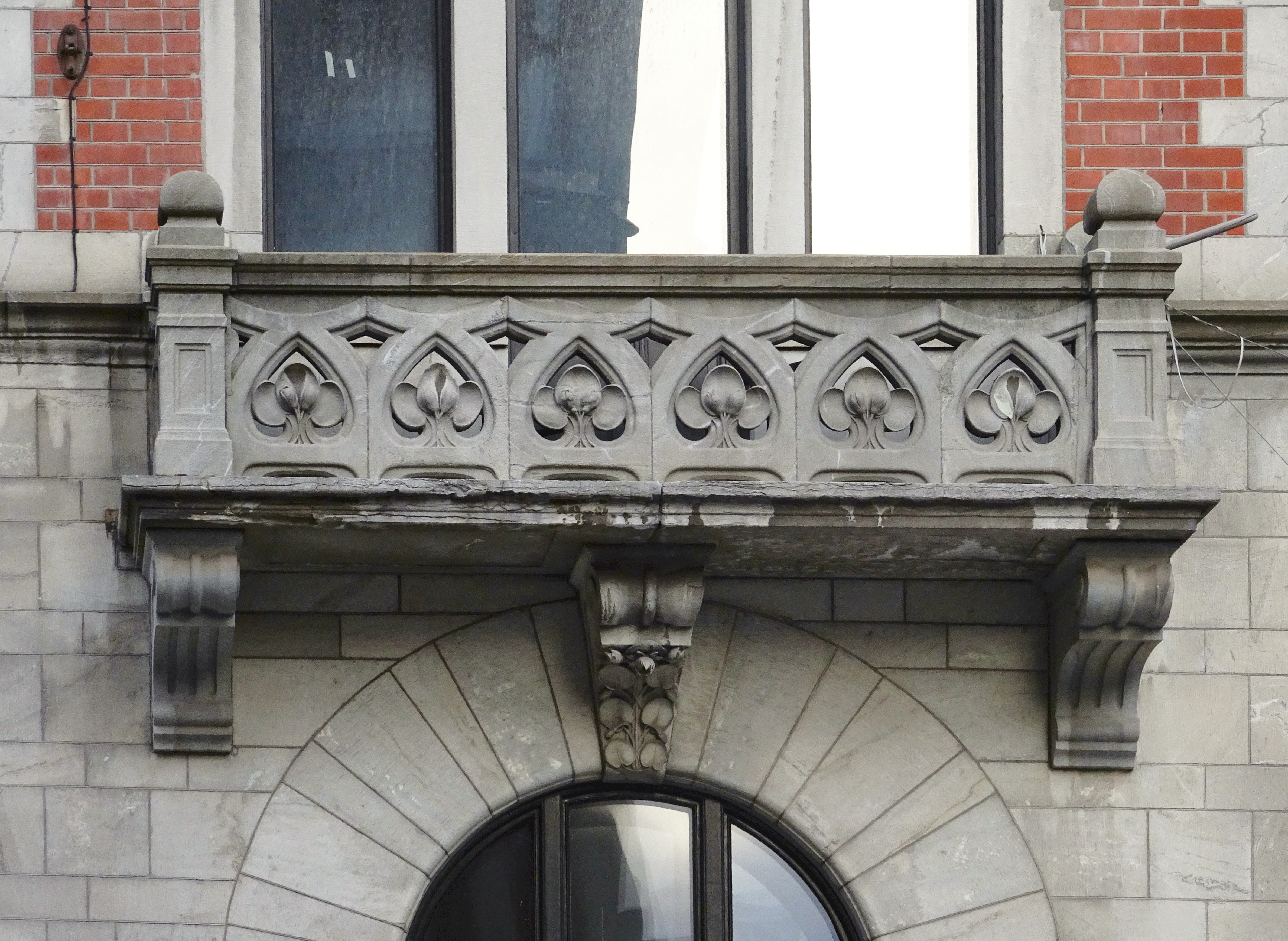
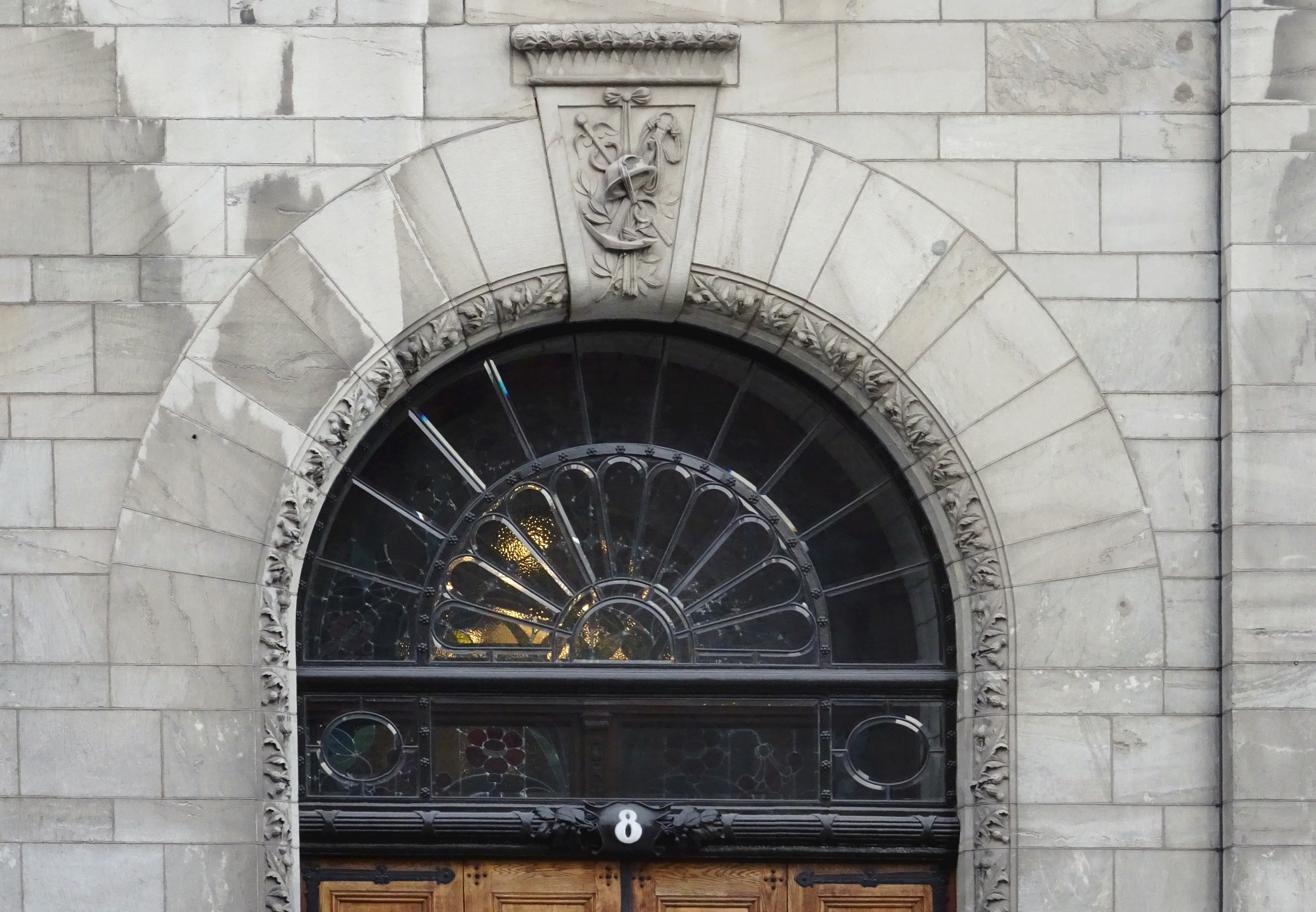
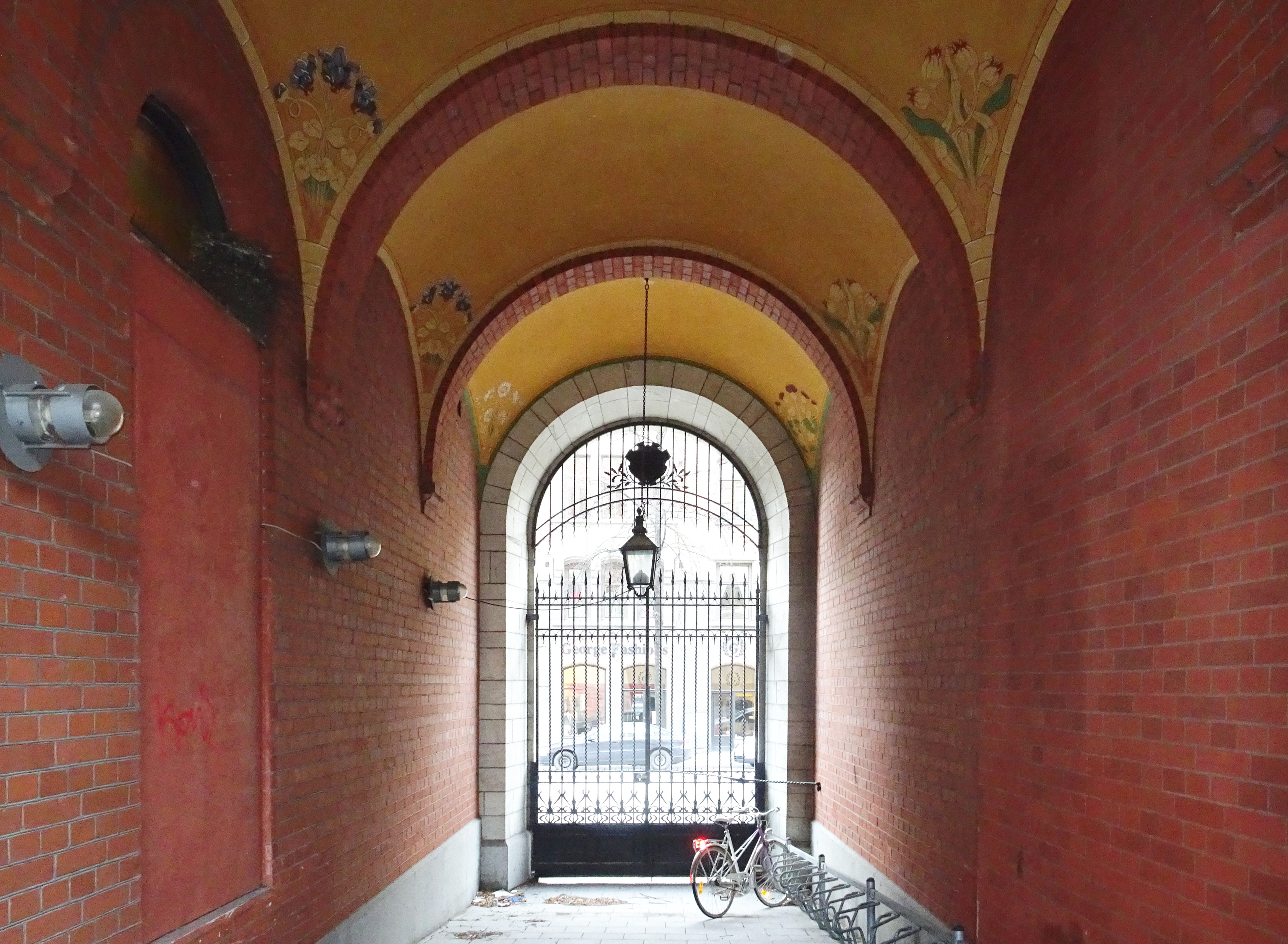
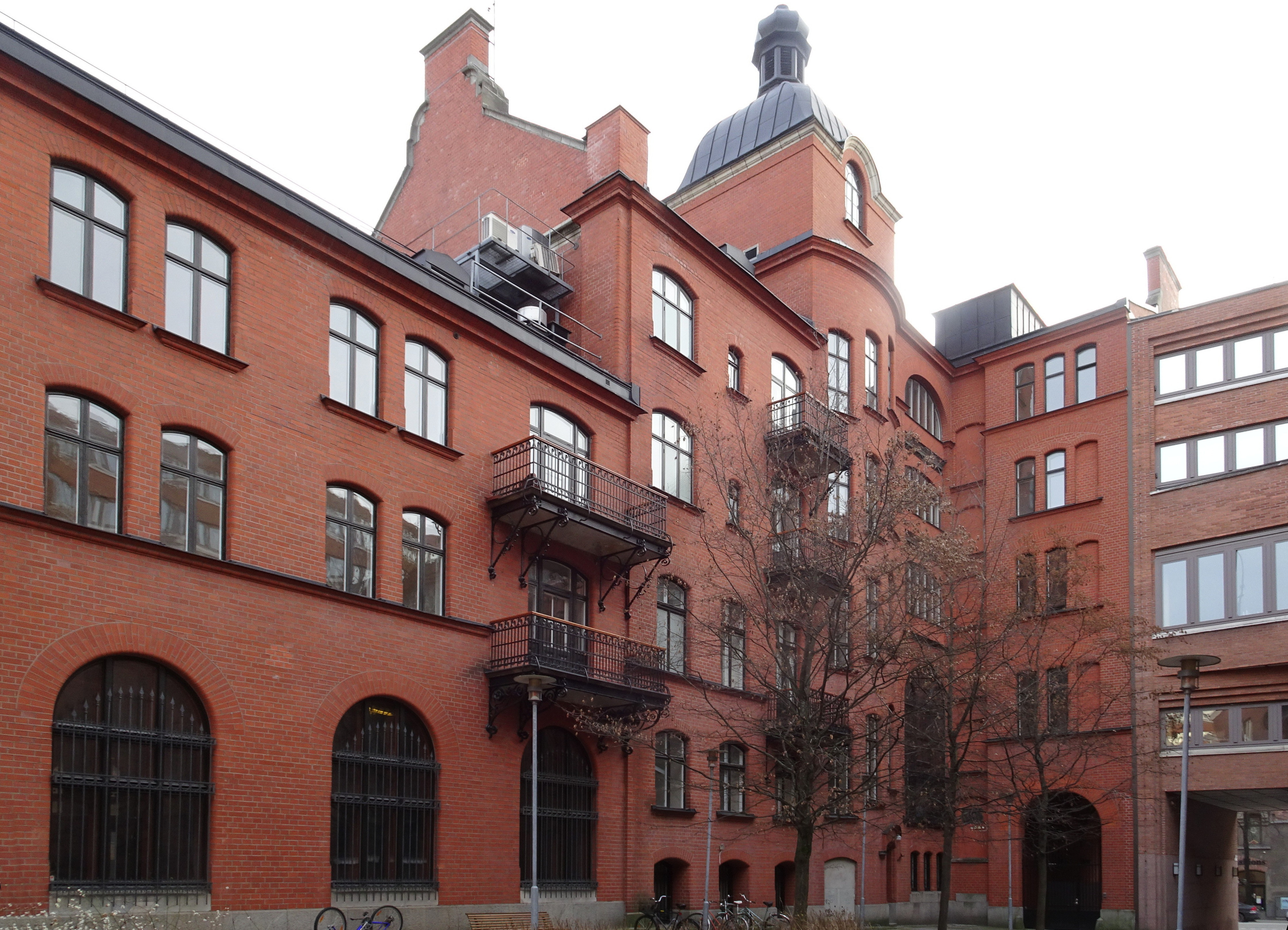